# والتر بابی
والتر بابی (انگلیسی: Walter Bobbie؛ زادهٔ ۱۸ نوامبر ۱۹۴۵) طراح رقص، بازیگر، بازیگر تئاتر، و بازیگر تلویزیون اهل ایالات متحده آمریکا است.
از فیلم‌ها یا برنامه‌های تلویزیونی که وی در آن نقش داشته‌است می‌توان به دوپسیک و نازک‌تر اشاره کرد.